# Mackay (Familienname)
Mackay oder MacKay ist der Familienname folgender Personen:

## Herkunft und Bedeutung
Mackay ist eine Namensvariante zu McKay. Es ist die anglisierte Form des gälischen Familiennamen Mac Aodha und bedeutet Sohn des Aodh.

## Namensträger

### A
- Alan Mackay (1926–2025), britischer Physiker
- Alistair Mackay (1878–1914), britischer Arzt, Biologe und Polarforscher
- Andrew MacKay (Schwimmer) (* 1985), Schwimmer von den Cayman Islands
- Andy Mackay (* 1946), britischer Musiker
- Andy Mackay (* 1946), britischer Musiker
- Æneas Mackay der Jüngere (1839–1909), niederländischer Politiker
- Æneas Mackay, 13. Lord Reay (1905–1963), britischer Peer und Politiker
- Angus MacKay (Historiker) (* 1939), schottischer Historiker und Hispanist
- Angus MacKay (Schauspieler) (1926–2013), englischer Schauspieler
- Angus MacKay (Politiker) (* 1964), schottischer Politiker

### B
- Barry MacKay (1935–2012), US-amerikanischer Tennisspieler
- Brendan MacKay (* 1997), kanadischer Freestyle-Skier
- Buddy MacKay (1933–2024), US-amerikanischer Politiker

### C
- Cameron MacKay, kanadischer Diplomat
- Cameron Mackay (* 1996), schottischer Fußballspieler
- Charles Mackay (1814–1889), englischer Schriftsteller
- Craig MacKay (1927–2020), kanadischer Eisschnellläufer

### D
- Daniel MacKay (* 2001), schottischer Fußballspieler
- Dave MacKay (1932–2020), US-amerikanischer Jazzmusiker
- Dave Mackay (1934–2015), schottischer Fußballspieler und -trainer
- David Mackay (Architekt) (1933–2014), britischer Architekt
- David MacKay (1967–2016), britischer Ingenieurwissenschaftler und Philosoph
- Derek Mackay (* 1977), schottischer Politiker
- Don Mackay (Fußballspieler) (* 1940), schottischer Fußballspieler und -trainer
- Don MacKay, bekannt als Don Adams (Musiker) (1943–1995), schottischer Sänger
- Don MacKay (Schauspieler), US-amerikanischer Schauspieler
- Donald Mackay, 11. Lord Reay (1839–1921), niederländisch-britischer Adliger, Politiker und Staatsmann
- Donald Mackay (Chemiker) (1936–2023), kanadischer Chemiker
- Donald Mackay, Baron Mackay of Drumadoon (1946–2018), britischer Jurist und Richter
- Donald George Mackay (1870–1958), australischer Entdeckungsreisender
- Donald MacKay (Architekt) (c. 1846–1887) schottisch-amerikanischer Baumeister und Architekt im Nord-Westen der Vereinigten Staaten
- Duncan MacKay (1937–2019), schottischer Fußballspieler
- Duncan Mackay (* 1950), englischer Sänger und Musiker

### E
- Elmer MacKay (* 1936), kanadischer Politiker
- Elsie Mackay (1893–1928), britische Luftfahrtpionierin
- Emily Mackay (* 1998), US-amerikanische Leichtathletin

### F
- Frances Mackay (* 1990), neuseeländische Cricketspielerin

### G
- Gary Mackay-Steven (* 1990), schottischer Fußballspieler
- George MacKay (Ruderer) (1900–1972), kanadischer Ruderer
- George MacKay (Schauspieler) (* 1992), britischer Filmschauspieler.
- George Leslie Mackay (1844–1901), kanadischer Missionar
- Gitta MacKay (1940–2014), deutsche Sängerin, siehe Gitta Walther
- Graham Mackay (um 1949–2013), südafrikanischer Geschäftsmann

### H
- Herbert MacKay-Fraser (1927–1957), US-amerikanischer Automobilrennfahrer
- Hugh Mackay (1640–1692), schottisch-britischer Militär
- Hugh Mackay, 14. Lord Reay (1937–2013), britischer Adliger und Politiker

### I
- Iain Mackay-Dick (* 1945), britischer Heeresoffizier, Generalmajor
- Iven Giffard Mackay (1882–1966), australischer General

### J
- J. Ross Mackay (1915–2014), kanadischer Geologe
- James MacKay (Politiker) (1919–2004), US-amerikanischer Politiker
- James Mackay, Baron Mackay of Clashfern (* 1927), britischer Richter
- James Mackay (Schauspieler) (* 1984), australischer Schauspieler
- James C. Mackay (* um 1920), schottischer Badmintonspieler
- Jeff MacKay (1948–2008), US-amerikanischer Schauspieler
- Jessie Mackay (1864–1938), neuseeländische Lehrerin, Dichterin, Journalistin und Feministin
- Jim MacKay (James William MacKay; 1916–2002), kanadischer Animator, Regisseur und Produzent
- John MacKay (Schauspieler), US-amerikanischer Schauspieler
- John MacKay (Journalist) (* 1965), schottischer Journalist, Redakteur und Schriftsteller
- John Mackay (Entdecker) (1839–1914), schottischer Entdeckungsreisender und Seemann in Australien
- John MacKay, Baron MacKay of Ardbrecknish (1938–2001), britischer Politiker
- John A. Mackay (1889–1983), schottisch-amerikanischer Theologe
- John George MacKay (1893–1974), kanadischer Politiker
- John Henry Mackay (1864–1933), schottisch-deutscher Schriftsteller
- John Victor Mackay (1891–1945), US-amerikanischer Artdirector und Szenenbildner

### K
- Karin Mackay (* 1947), deutsche Bildhauerin und Malerin

### L
- Louis Alexander MacKay (1901–1982), US-amerikanischer Klassischer Philologe

### M
- Malcolm Mackay (* 1982), schottischer Schriftsteller
- Malky Mackay (* 1972), schottischer Fußballspieler und -trainer
- Mark MacKay (* 1964), deutsch-kanadischer Eishockeyspieler
- Matt MacKay (* 1990), deutsch-kanadischer Eishockeyspieler

### N
- Nancy Mackay (1922–2024), kanadische Sprinterin
- Nina MacKay (* 1984), deutsche Schriftstellerin

### P
- Peter MacKay (* 1965), kanadischer Politiker

### R
- Robert MacKay (* 1956), britischer Mathematiker
- Roderick MacKay, australischer Filmemacher

### S
- Shawn Mackay (1982–2009), australischer Rugbyspieler
- Shena Mackay (* 1944), schottische Schriftstellerin
- Sherraine Mackay (* 1975), kanadische Fechterin, siehe Sherraine Schalm
- Simon Brooke Mackay, Baron Tanlaw (* 1934), britischer Politiker und Unternehmer
- Sue Mackay, neuseeländische Schriftstellerin
- Susan Mary Mackay (* 1960), australische Politikerin
- Steve Mackay (1948–2015), US-amerikanischer Saxophonist

### T
- Trudy Mackay (* 1952), Genetikerin und Hochschullehrerin

### W
- William Mackay (Offizier) (1771–1804), britischer Marineoffizier
- William Mackay (Künstler) (William Andrew Mackay; 1876–1939), US-amerikanischer Künstler
- William Mackay (Rechtswissenschaftler) (William Andrew MacKay; 1929–2013), kanadischer Rechtswissenschaftler, Hochschullehrer und Richter
- William Mackay (Fußballspieler) (* 1964), maltesischer Fußballspieler